# Півколо

Півколо радіуса r.

Півколо у геометрії — одновимірне геометричне місце точок, які утворюють половину кола. Повна дуга півкола завжди дорівнює 180° (еквівалентно, {\displaystyle \pi } радіанів, або півоберту). Півколо має тільки одну лінію симетрії (осьової симетрії). Інколи термін «півколо» використовують для позначення півкруга, який являє собою двовимірну геометричну фігуру з внутрішніми точками, обмежену півколом та діаметром, що з'єднує його кінці.
За теоремою Фалеса про три точки на колі, будь-який трикутник, що вписаний у півколо з вершиною в кожному з кінців півкола і третьою вершиною в іншій точці на півколі, є прямокутний трикутник з прямим кутом у третій вершині. Всі лінії, що перетинають півколо перпендикулярно, перетинаються в одній точці в центрі кола, половиною якого є це півколо.

## Використання

Півколо можна використати для побудови арифметичних і середніх геометричних двох довжин, використовуючи прямий край і циркуль. Якщо ми робимо півколо з діаметром a+b, то довжина його радіуса є середнім арифметичним а+b (оскільки радіус дорівнює половині діаметра). Для того, щоб знайти геометричне середнє, спочатку ділимо діаметр на два відрізки довжин а та b. Потім сполучаємо їхню спільну кінцеву точку з півколом за допомогою відрізка, перпендикулярного до діаметра. Довжина отриманого відрізка і є середнє геометричне. Справедливість цього можна довести використовуючи теорему Піфагора. Цю побудову можна застосувати для визначення квадратури прямокутника (оскільки квадрат, сторони якого дорівнюють середньому геометричному сторін прямокутника, має ту ж площу, що й прямокутник), і, таким чином, будь-якої фігури, для якої можна побудувати прямокутник рівної площі, як наприклад, будь-який багатокутник (але не коло).

## Рівняння
Рівняння півкола з серединою {\displaystyle (x_{0}+y_{0})} на діаметрі, що сполучає його кінці, і яке повністю увігнуте знизу, має вигляд:
{\displaystyle y=y_{0}+{\sqrt {r^{2}-(x-x_{0})^{2}}}}.
Якщо півколо повністю увігнуте зверху, то рівняння набуде вигляду:
{\displaystyle y=y_{0}-{\sqrt {r^{2}-(x-x_{0})^{2}}}}.

## Арбелос
Арбелос — це область на площині, обмежена трьома півколами, з'єднаними в кутах, всі вони на тій самій стороні від прямої лінії (їхня спільна основа), яка містить їхні діаметри.